# Lijst van Belgische films (1960-1969)
Dit is een  lijst van Belgische films in de periode van 1960 t/m 1969, op jaar van uitkomst.
| Jaar | Titel                                                               | Regisseur                   | Acteurs                                                         | Genre                    |
| ---- | ------------------------------------------------------------------- | --------------------------- | --------------------------------------------------------------- | ------------------------ |
| 1960 | Hoe zotter hoe liever                                               | Edith Kiel                  | Tony Bell                                                       | Komedie                  |
| 1960 | De zaak M.P.                                                        | Bert Haanstra               | Albert Mol                                                      | Komedie                  |
| 1960 | Si le vent te fait peur ('Als je de wind vreest')                   | Emile Degelin               | Elisabeth Dulac                                                 | Drama                    |
| 1960 | De duivel te slim                                                   | Edith Kiel                  | Gaston Berghmans                                                | Komedie                  |
| 1961 | De stille genieter                                                  | Edith Kiel                  | Jef Cassiers                                                    | Komedie                  |
| 1961 | Il y a un train toutes les heures                                   | Andre Cavens                | Evelyne Axell                                                   | Drama                    |
| 1962 | De ordonnans ('Café zonder bier')                                   | Charles Frank               | Bobbejaan Schoepen                                              | Komedie                  |
| 1963 | Leven en dood op het land                                           | Emile Degelin               | Alice De Groeve                                                 | Drama                    |
| 1964 | Spuit elf                                                           | Paul Cammermans             | Paul Cammermans                                                 | Komedie                  |
| 1965 | Pinocchio in de ruimte                                              | Ray Goossens                |                                                                 | Animatie, Sciencefiction |
| 1965 | Les aventures des Schtroumps ('De avonturen van de Smurfen')        | Eddy Ryssack                |                                                                 | Animatie                 |
| 1966 | Het afscheid                                                        | Roland Verhavert            | Petra Laseur Julien Schoenaerts Senne Rouffaer                  | Drama                    |
| 1966 | De man die zijn haar kort liet knippen                              | André Delvaux               | Senne Rouffaer Beata Tyszkiewicz Hector Camerlynck              | Drama                    |
| 1966 | De grote eenzaamheid                                                | Jean Van Roy                | Emma Classen                                                    | Drama                    |
| 1966 | De obool                                                            | Rik Kuypers                 | Jeff Ceulemans                                                  | Fantasie                 |
| 1967 | Asterix de Galliër                                                  | Ray Goossens                |                                                                 | Animatie                 |
| 1967 | Le Départ ('De start')                                              | Jerzy Skolimowski           | Jean-Pierre Leaud                                               | Komedie                  |
| 1967 | Jeudi on chantera comme dimanche ('Donderdag zingen we als zondag') | Luc de Heusch               | Marie-France Boyer                                              | Komedie                  |
| 1967 | Y mañana?                                                           | Emile Degelin               | Jacques Dufilho                                                 | Komedie                  |
| 1967 | Onze lieve vrouw der vissen                                         | Frans Verstreken            | Frans Verstreken                                                | Drama                    |
| 1968 | Asterix en Cleopatra                                                | René Goscinny               |                                                                 | Animatie                 |
| 1968 | Un soir, un train                                                   | André Delvaux               | Yves Montand Anouk Aimée Adriana Bogdan                         | Drama                    |
| 1968 | Monsieur Hawarden                                                   | Harry Kümel                 | Hilde Uitterlinden Ellen Vogel Joan Remmelts Dora van der Groen | Drama                    |
| 1968 | De vijanden                                                         | Hugo Claus                  | Del Negro Fons Rademakers Robbe De Hert                         | Drama Oorlog             |
| 1968 | Jommeke en De schat van de zeerover                                 | Jef Nys, Dirk Nys, Mark Nys |                                                                 | Jeugd                    |
| 1969 | Klann - grand guignol                                               | Patrick Ledoux              | Gabriel Catland                                                 | Drama                    |
| 1969 | Palaver                                                             | Emile Degelin               | Umberto Bettencourt                                             | Drama                    |
| 1969 | Kuifje en de zonnetempel                                            | Eddie Lateste               |                                                                 | Animatie                 |
| 1969 | Princess                                                            | Herman Wuyts                | Jan Bauwens                                                     | Romantiek                |

Films A-Z · Belgische cinema · Lijst van Belgische filmregisseurs
Lijst van Belgische films per decennium:
1896-1919 · 1920-1929 · 1930-1939 · 1940-1949 · 1950-1959 · 1960-1969 · 1970-1979 · 1980-1989 · 1990-1999 · 2000-2009 · 2010-2019 · 2020-2029
België · Denemarken · Duitsland · Finland · Frankrijk · Griekenland · Haïti · India · Italië · Luxemburg · Madagaskar · Nederland · Noorwegen · Oostenrijk · Polen · Portugal · Roemenië · Spanje · Tsjechië · Turkije · Zweden · Zwitserland